# 이카타치촌
이카타치촌(伊香立村)은 시가현 시가군에 설치되었던 촌이다. 현재의 오쓰시에 해당한다.